# Aucuba chlorascens
Aucuba chlorascens är en garryaväxtart som beskrevs av Fa Tsuan Wang. Aucuba chlorascens ingår i släktet aukubor, och familjen garryaväxter. Inga underarter finns listade.